# Manhood: The Masculine Virtues America Needs
Manhood: The Masculine Virtues America Needs («Masculinidad: las virtudes masculinas que Estados Unidos necesita») es un libro del senador estadounidense Josh Hawley. Fue publicado por la editorial conservadora estadounidense Regnery Publishing el 16 de mayo de 2023. Manhood recurre ampliamente a la Biblia para defender una versión de la masculinidad como una forma de superación personal. Fue criticado por los críticos pero elogiado por los comentaristas conservadores antes de su estreno. Versiones del libro, incluido el audiolibro, aparecen en varias secciones de la lista de los más vendidos de Amazon.

## Antecedentes
Josh Hawley es un político y abogado estadounidense. Hawley lanzó Manhood mientras era el senador de los Estados Unidos por Misuri. Fue anteriormente el 42.º fiscal general de Misuri de 2017 a 2019. Asistió a la Escuela de Derecho de Yale y se graduó en 2006 con un título de Juris doctor. The Kansas City Star informó que los compañeros de clase de Hawley lo veían como «políticamente ambicioso y un conservador profundamente religioso». Ha escrito para la revista Christianity Today. Ha sido descrito anteriormente como un nacionalista cristiano por las opiniones que expresa en sus comentarios y discursos. Manhood es el tercer libro escrito por Hawley y el segundo publicado por Regnery Publishing, después de The Tyranny of Big Tech, ambos publicados durante la época de Hawley como senador. Originalmente se suponía que The Tyranny of Big Tech sería publicada por Simon & Schuster, pero abandonaron el libro tras el apoyo de Hawley al asalto al Capitolio de los Estados Unidos de 2021.

## Sinopsis
Josh Hawley abre Manhood: The Masculine Virtues America Needs describiendo cómo se dio cuenta de los problemas que identifica que enfrentan los hombres y las razones por las que sospecha que son la causa raíz de esos problemas. Hawley dice que identificó por primera vez el supuesto problema mientras era profesor asociado en la Escuela de Derecho de la Universidad de Misuri y tenía conversaciones con estudiantes varones. En Manhood, Hawley sugiere que el aumento del costo de vida, el desempleo y la vivienda son las causas fundamentales de la infelicidad masculina. Hawley también identifica discrepancias basadas en el género en el desempeño educativo masculino y sugiere que la inacción, o «no intentarlo» es tanto la razón del bajo rendimiento masculino como la causa de la infelicidad. Hawley sostiene que «las pantallas, el ocio y la pornografía» son los problemas que terminan provocando descontento. También sostiene que la izquierda estadounidense ha impulsado el colapso de la masculinidad y sugiere que el matrimonio es necesario para que los hombres «crezcan». Hawley frecuentemente culpa a la «falta de padre» por muchos problemas de la sociedad estadounidense moderna, incluidos el consumo de drogas, la pobreza y el crimen. También culpa al estado de bienestar estadounidense por lo que él llama un problema de «dependencia» que impide a los hombres elegir buscar trabajo, algo que, según él, es intrínseco a su versión de la hombría.
En Manhood, Hawley recurre ampliamente a la Biblia para desarrollar una idea de la hombría. Afirma que la Biblia es el fundamento de la civilización occidental y afirma que los políticos estadounidenses no son capaces de discutir ni reconocer la Biblia. Luego analiza la masculinidad a través de la lente de la Biblia, incluyendo figuras como Adán, Abraham, David y Jesús. Con frecuencia establece similitudes entre la Biblia, la religión del Antiguo Egipto y la cultura romana. A lo largo de Manhood, Hawley elogia la cultura griega antigua o la culpa, particularmente al epicureísmo, de ser el origen del liberalismo moderno. Él considera que su versión de la hombría es directamente contraria al ateísmo y al nihilismo.
Hawley disipa la noción de masculinidad promovida por la película Fight Club de 1999 y la personalidad de las redes sociales Andrew Tate. Se opone vehementemente a la pornografía y la compara con sexo barato. Él culpa al consumo de pornografía, o «uso», como la causa de muchos de los problemas que enfrentan los hombres, y sugiere que es una forma extrema de consumismo. Hawley dice que para que los hombres sean felices, deben practicar el autocontrol. Además de la pornografía, Hawley también culpa a los videojuegos de la soledad masculina moderna. En Manhood, Hawley ataca a la Asociación Estadounidense de Psicología y argumenta que sus directrices desalientan las características masculinas tradicionales. Hawley sostiene que las características tradicionalmente masculinas se eliminan en los niños en lo que él considera un sobrediagnóstico o sobremedicación de los niños con TDAH.
Hawley describe cómo desarrolló sus ideales de hombría durante su infancia mientras ayudaba a su abuelo, un granjero de Misuri, y combina el trabajo con la autoestima. Hawley dice: «Para convertirse en un hombre, hay que trabajar. Hay que contribuir. Hay que dar más de lo que se recibe». Hawley dedica una parte de un capítulo a contar una historia de transición a la adultez transmitida por la familia de su esposa, Erin Hawley. En él, describe cómo una abuela y su hijo capturaron a un forajido, el «Capitán William Coe». Hawley utiliza la historia como una alegoría para mostrar cómo el hijo, al demostrar valentía y coraje, se convirtió en la versión de Hawley de un hombre. También habla de sus hijos y los problemas de salud de su hijo, de cómo creció rodeado de sus abuelos, de cómo practicó deportes juveniles, de los clubes sociales y de estudio bíblico, de su matrimonio y su esposa, de su aborto espontáneo, de su tiempo como secretario de la Corte Suprema y de su tiempo como entrenador de remo, y de cómo esas experiencias contribuyeron a su visión de la masculinidad.

## Desarrollo

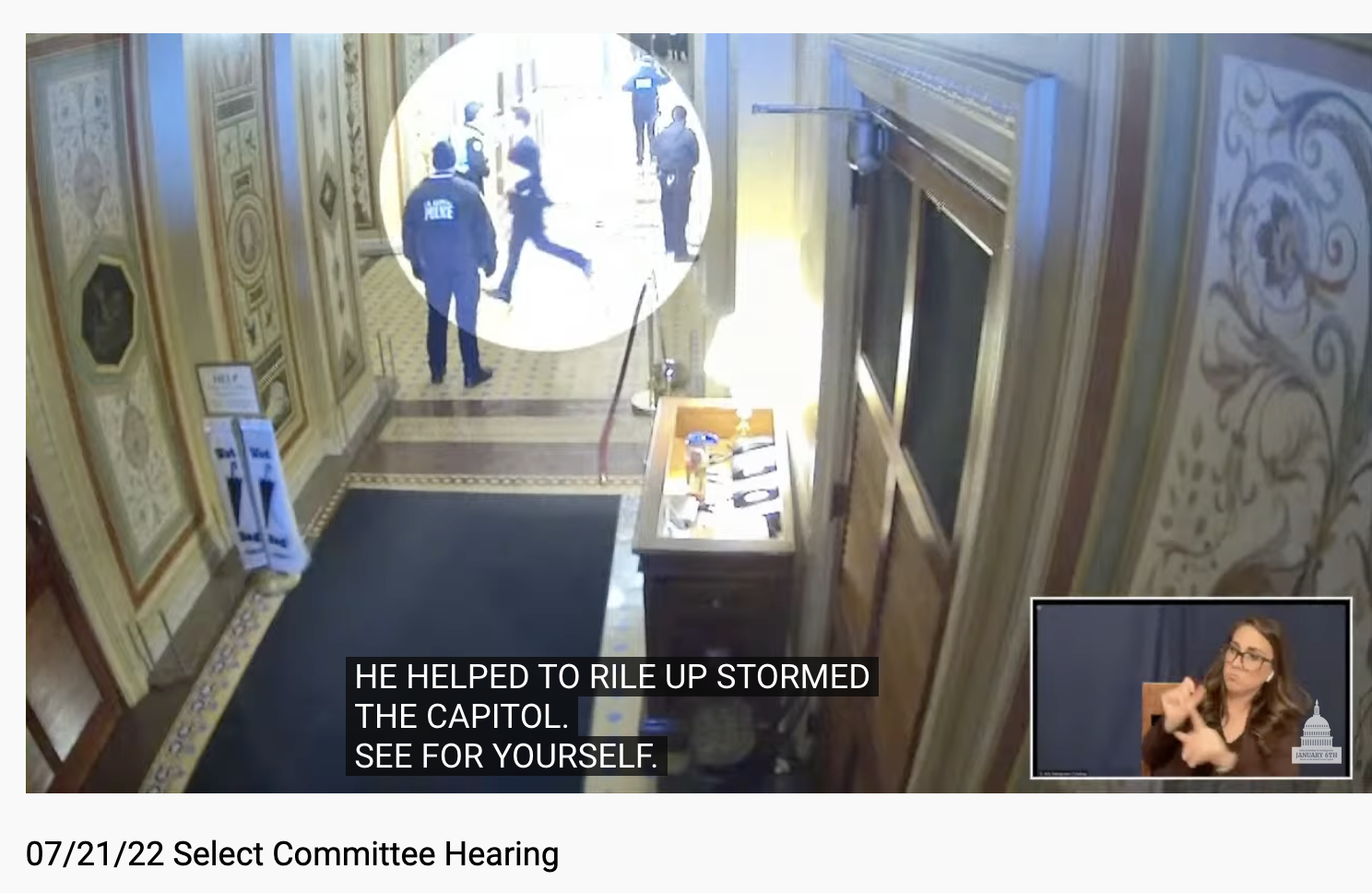
El video de Hawley huyendo del Capitolio el 6 de enero fue ampliamente discutido antes de la publicación de Manhood.

Hawley había discutido previamente cómo su filosofía política había sido moldeada por el estudio de Theodore Roosevelt, particularmente con respecto a la religión y la masculinidad. Hawley escribió un libro sobre Roosevelt en 2007. A principios de 2022 se anunció que el senador Hawley estaba escribiendo un libro sobre el tema de la hombría. Se suponía que el libro ampliaría un discurso pronunciado por Hawley en la Conferencia Nacional de Conservadurismo, donde afirmó que la izquierda política estaba librando una guerra contra la masculinidad. Hawley no reveló el monto del anticipo que le pagaron por escribir Manhood.
Antes de su publicación, Regnery Publishing no distribuyó ampliamente copias anticipadas del libro, sino que limitó a quiénes proporcionaba las primeras versiones. Los comentaristas conservadores que recibieron una copia anticipada elogiaron la obra. Stephen Lyons, en una reseña previa a la publicación para The Independent, dijo que Hawley tuvo un «coraje seminal» al escribir Manhood. Lyons elogió a Hawley y al «senador alfa Ted Cruz» por su papel en la impugnación de la «elección amañada del presidente Biden». Otras revisiones previas a la publicación expresaron su decepción por el hecho de que Hawley no abordara su papel en la insurrección de 2021; Hawley había llevado a cabo previamente una recaudación de fondos basada en una imagen ampliamente difundida de él levantando el puño en apoyo durante la insurrección.
La promoción de su libro coincidió con un mayor escrutinio de Hawley y su papel en la insurrección. Hawley enfrentó un escrutinio particular como resultado de la Comisión Selecta de la Cámara sobre el Ataque del 6 de enero; los comentaristas compararon las posturas anteriores de Hawley sobre la hombría con un video de él huyendo del Capitolio. Hawley respondió a las críticas de CNN diciendo que «esto es sólo un intento de trollear». Ursula Perano de The Daily Beast dijo que los críticos estaban tratando de hundir las ventas de Manhood antes de su estreno.

## Recepción
Manhood fue catalogado como un best seller en Amazon en las secciones «Vida cristiana masculina» (formatos Kindle y audiolibro) y «Conservadurismo político y liberalismo» (tapa dura). Hawley intenta separar las ideas que plantea en Manhood de las defendidas por Andrew Tate. A pesar de esto, comentaristas políticos y abogados como Kate Shaw, Melissa Murray y Jonathan Van Ness compararon a Hawley y las ideas de Manhood con Andrew Tate. Lloyd Geeen, de The Guardian, consideró que el libro era hipócrita por disipar la versión de Tate sobre la hombría y al mismo tiempo pasar por alto la cinta Access Hollywood de Donald Trump. Rebecca Onion, escribiendo para Slate, compara la visión de la masculinidad de Hawley con la de Jordan Peterson, a menudo descrita como simplemente una responsabilidad de «limpiar tu habitación».
Becca Rothfeld, en su reseña para The Washington Post, dice que Hawley intenta escribir «un libro de reglas de género» que está en «la incómoda posición de afirmar que la masculinidad es a la vez inatacable y en peligro, a la vez lo suficientemente natural como para ser obvia y lo suficientemente frágil como para requerir defensa». Soraya Chemaly, escribiendo para MSNBC, describió Manhood como «una hoja de ruta completa sobre cómo el senador piensa sobre su marca de masculinidad cristiana hiperconservadora, en gran parte blanca y lo que él percibe como su crisis». Ginny Hogan, escribiendo para The Nation, dice que si bien Hawley tiene razón al identificar que hay problemas modernos que enfrentan los hombres, pero que «se equivoca enormemente» al identificar esos problemas e insta a que nadie lea este libro. Lucas Kunce, un político que compitió contra Hawley en 2024, le dijo a The Daily Beast: «Es extraño que Josh esté escribiendo un libro sobre un tema con el que no tiene ninguna experiencia».